# Djerfisherita
La djerfisherita és un mineral de la classe dels sulfurs que pertany i dona nom al grup de la djerfisherita. Rep el nom del professor Daniel Jerome Fisher (1896–1988), mineralogista nord-americà de la Universitat de Chicago.

## Característiques
La djerfisherita és un sulfur de fórmula química K₆(Fe,Cu,Ni)₂₅S₂₆Cl. Pot contenir quantitats menors de sodi substituint el potassi. Cristal·litza en el sistema isomètric. La seva duresa a l'escala de Mohs és 3,5. Es coneix una possible espècie anàloga de coure, la "Cu-djerfisherita", relacionada amb la "UM1977-11-S:CuFeKNi" i químicament molt similar a la clorbartonita.
Segons la classificació de Nickel-Strunz la djerfisherita pertany a «02.FC: Sulfurs d'arsènic, àlcalis, sulfurs amb halurs, òxids, hidròxid, H₂O, amb Cl, Br, I (halogenurs-sulfurs)» juntament amb els següents minerals: talfenisita, owensita, bartonita, clorbartonita, arzakita, corderoïta, grechishchevita, lavrentievita, radtkeïta, kenhsuïta, capgaronnita, perroudita, iltisita, demicheleïta-(Br) i demicheleïta-(Cl).

## Formació i jaciments
Aquesta espècie ha estat descrita a partir de dues mostres diferents: el meteorit Kota-Kota (o meteorit Marimba), trobat a al districte de Nkhotakota, a Malawi, i el meteorit St. Mark, recollit al districte de Chris Hani, al Cap Oriental, Sud-àfrica. Ha estat trobada en altres meteorits i en altres ocurrències de manera natural a la Terra.